# Malaise vagal
Pour les articles homonymes, voir malaise.
 Mise en garde médicale
Le malaise vagal  ou malaise vasovagal ou choc vagal  (appelé anciennement « flavinite ») est un malaise pouvant être attribuable à une activité excessive du système nerveux parasympathique ou à une baisse d'activité du système nerveux sympathique. Ce malaise est la traduction d'un ralentissement de la fréquence cardiaque associé à une chute de la pression artérielle, aboutissant à une hypoperfusion cérébrale. Il peut se traduire par une perte de conscience brève totale ou syncope, contrairement à la lipothymie qui représente un malaise mais sans perte de connaissance.

## Historique
La première description date de 1907 par William Gowers.

## Épidémiologie
Il s'agit de la cause la plus fréquente des pertes de conscience brèves, responsable de près des 2/3 de ces dernières.

## Mécanisme
Normalement, le système nerveux parasympathique (via le nerf vague) possède la capacité de ralentir le rythme cardiaque. De son côté, le système nerveux sympathique peut accélérer le rythme cardiaque, et par ailleurs provoquer une hausse de la pression artérielle. En cas de rupture d'équilibre entre les deux systèmes, une syncope (évanouissement) est susceptible de survenir. Celle-ci se présente plus fréquemment chez un individu en surpoids ou une personne présentant une certaine anxiété ou à la suite d'émotions ou à la suite d'un événement intense ou quelquefois de douleurs violentes.
Deux types de malaises sont décrits (avec des recouvrements) et peuvent être retrouvés au test d'inclinaison : le malaise de type « cardioplégique » où domine une bradycardie extrême (hyperactivité parasympathique), voire une pause dépassant quelques secondes et le malaise de type « vasoplégique » où le ralentissement cardiaque est peu important, accompagné d'une chute tensionnelle majeure (hypo-activité sympathique).

## Signes et symptômes
Certains facteurs favorisent un évanouissement ou un malaise vagal : la station debout prolongée, une atmosphère chaude ou confinée, après un repas ou une émotion, une douleur violente ou la vue du sang ou d’une aiguille, etc. La fatigue physique (liée au manque de sommeil), l'effort physique soudain, sont également des facteurs déclencheurs. Dans certains cas, le facteur peut ne pas être retrouvé.
La victime de ce malaise va ressentir tout ou partie des symptômes suivants, :
- grande sensation de faiblesse, de malaise à venir ;
- voile gris ou voile noir (vision troublée) ;
- bâillements
- respiration ample ;
- sueurs ;
- nausées, voire vomissements ;
- vertiges ;
- maux de ventre et diarrhée ;
- maux de tête (céphalée) ;
- sécheresse de la bouche ;
- bouffées de chaleur importantes ;
- acouphènes uni ou bilatéraux ;
- picotements dans les extrémités (mains, pieds, sommet du crâne), juste avant de perdre connaissance ;
- faiblesse musculaire brutale entraînant souvent une chute ;
- bref évanouissement ;

Ces signes peuvent se poursuivre par une perte de connaissance brève de courte durée.
Le malaise peut être isolé, mais peut parfois être récidivant.

## Conduite à tenir
Il n'est pas possible, dans la phase initiale d'un malaise vagal, d'exclure une autre cause de malaise d'origine cardiovasculaire ou neurologique ; par ailleurs, un malaise vagal, bénin en lui-même, peut être une manifestation d'une affection plus grave. La conduite à tenir est donc la même que pour tous les malaises :
- évaluer conscience, respiration, pouls ;
- allonger la personne, ce qui en général est déjà fait (les jambes surélevées si malaise vagal), la rassurer, expliquer ce que l'on fait ; si la personne ne répond plus aux questions (ou qu'on est seul lors du malaise), utiliser la position latérale de sécurité[6] ; ne pas se lever même pour aérer / prendre l'air ou pour aller aux toilettes (de même pour d'autres actions telles que boire ou manger) afin de ne pas se blesser en tombant[7] ;
- la questionner sur ses antécédents médicaux (allergies, une maladie particulière), sur un éventuel traitement en cours ou d'appoint (ex. : diabète).

Les syncopes vagales sont particulièrement spectaculaires, mais ne présentent pas de danger en tant que tel pour le patient. Toutefois, les chutes provoquées par les pertes de connaissance peuvent être à l’origine de traumatismes.
Une personne qui a fait un malaise vagal peut plus facilement faire un deuxième malaise dans les heures qui suivent, si des facteurs déclencheurs sont à nouveau réunis. La victime doit donc être vigilante à la fin du malaise, ne pas rester immobile en particulier si elle a eu les jambes levées ; elle doit ensuite écarter les risques de répétition du malaise (ex. : se reposer, manger[pas clair]).

## Diagnostic
L'origine vagale du malaise est déterminée sur :
- sa description (succession des signes caractéristiques) ;
- les circonstances déclenchantes ;
- l'existence pour cette personne de malaises précédents du même type ;
- essentiellement par l'absence d'autre cause retrouvée au malaise décrit.

Si l'origine vagale est évidente, il n'est pas besoin de poursuivre les investigations.
En cas de doute, il peut s'aider d'un tilt-test ou test d'inclinaison, d'un massage carotidien (à la recherche d'une hypersensibilité sinocarotidienne) ou d'un test sensibilisé à l'ATP. Ces tests permettent aussi d'orienter la prise en charge.

## Traitement médical
La plupart du temps, le malaise vagal cesse tout seul après une mise au repos. Si le malaise vagal est diagnostiqué et en l'absence de traumatisme, on peut procéder à une élévation des jambes afin d'améliorer l'afflux de sang - ou le retour veineux - vers les organes « nobles » (cerveau, cœur, poumon), ce qui accélère la récupération. Au XVIIIe siècle, des sels de pâmoison étaient utilisés pour accélérer le réveil. Si le malaise se prolonge, l'atropine est le médicament de choix, en injection sous cutanée ou intra-veineuse.
En cas de malaises vagaux récidivants, une hydratation suffisante est recommandée. En cas de survenue d'un début de malaise, il est conseillé d'essayer de s'allonger, de s'accroupir ou de rester assis (c'est en se levant pour prendre l'air que peut survenir une perte de connaissance). De plus, des manœuvres simples peuvent être exécutées comme la contraction des muscles des cuisses, jambes croisées, ou des muscles des bras.
Rarement, si les malaises sont récidivants et handicapants, on peut proposer : un traitement par certains médicaments, le plus efficace et le mieux testé étant la midodrine, mais qui comporte de nombreux effets secondaires ou une rééducation par tilt-test, particulièrement contraignante et d'efficacité discutable,. La pose d'un stimulateur cardiaque a un intérêt controversé en cas de malaises répétitifs avec ralentissement important du cœur : la pile permet de réduire le nombre de malaises mais il n'est pas exclu qu'il s'agisse d'un effet placebo. Une contention élastique ses membres inférieurs est souvent proposée, sans toutefois de preuve d'efficacité.

## Coup de frein vagal
Chez un sujet normal, le rythme cardiaque baisse progressivement pendant deux à trois minutes après un effort intense, puis il connaît une chute soudaine (par exemple, de 185 à 130 pulsations par minute) appelée « coup de frein vagal ». Chez le jeune sportif particulièrement entraîné, le système para-sympathique connaît un sur-entraînement. Ainsi, après une épreuve à la limite de ses possibilités, le coup de frein vagal de ce sujet « dépasse son objectif ». Le cœur ralentit normalement puis s'arrête, provoquant un évanouissement. Il se remettra à battre quelques dizaines de secondes plus tard, sans aucune aide extérieure, et le sujet reprendra connaissance.
Le coup de frein vagal est provoqué par la libération totale du stock d'acétylcholine, médiateur produit par les neurones para-sympathiques. Tant que toutes les vésicules d'acétylcholine n'ont pas été épuisées, le jeune sportif reste en arrêt cardiaque. Le cœur ne reprend qu'une fois qu'il n'est plus freiné par l'action du système para-sympathique. L'atropine peut également faire repartir le cœur, même si toute l'acétylcholine n'a pas été utilisée. L'atropine agit en bloquant les récepteurs muscariniques de l'acétylcholine.

## Évolution
Chez le sujet jeune, les malaises tendent à s'amender avec le temps. La survenue des malaises semble se regrouper temporellement avec parfois plusieurs malaises successifs en un délai assez court et des intervalles libres prolongés.
Chez les sujets plus âgés, les symptômes tendent à se répéter, nécessitant une évaluation précise.